# حيرام إدموند ديتس
كان حيرام إدموند ديتس (20 مايو 1870 - 16 مارس 1963)، من هواة جمع الطوابع ومؤرخًا وناشرًا أمريكيًا من فليمنجتون، مقاطعة هانترون، في ولاية نيوجيرسي. وقد اشتهر بمجموعتهِ من طوابع الإيرادات.

## نشأته وحياته
وُلد حيرام إدموند ديتس في 20 مايو 1870، في حي بروكفيل بمدينة ستوكتون، لأبويه هيرام ديتس (1810-1887) وإلميرا ستيفنسون (1830-1908).
في عام 1929، تبرع بعدة معدات زراعية من إنتاج شركة ديتس، التي أسسها والده، لجامعة روتجرز تحت رعاية البروفيسور وابون سي. كروجر. وقد لعبت هذهِ المجموعة، بما في ذلك محراث ديتس، الذي حصل جده جون ديتس على براءة اختراعه، دورًا هامًا في إنشاء متحف نيوجيرسي للزراعة عام 1990.

## وفاته
توفي حيرام إدموند ديتس في 16 مارس 1963.

## هواية الجمع
في شبابه، بدأ ديتس بجمع طوابع البريد للولايات المتحدة الأمريكية والولايات الكونفدرالية الأمريكية، وأنشأ في نهاية المطاف واحدة من أروع مجموعات عصره، وباعها في نهاية المطاف.
تخصص ديتس في جمع طوابع الإيرادات الأمريكية، وكانت مجموعته، التي ضمت في عام 1888 مجموعة إيرادات إدوارد بوكر ستيرلنج، لا مثيل لها. استخدم جورج إل. توبان وألكسندر هولاند هذهِ المجموعة كأساس لكتابة "قائمة مرجعية تاريخية لطوابع الإيرادات الأمريكية، بما في ذلك الطوابع الخاصة" عام 1899، والتي أعيد طبعها عام 1979 باسم "كتاب إيرادات بوسطن".
كما أسس ديتس واحدة من أرقى مكتبات الكتب والأدب الطوابعي في الولايات المتحدة، والتي تبرع بها عام 1952 لمكتبة فيلادلفيا المجانية.

## النشاط الطوابعي
في سن السادسة عشر، انضم دياتس إلى الجمعية الأمريكية لهواة جمع الطوابع (التي أعيدت تسميتها لاحقًا إلى الجمعية الأمريكية لهواة جمع الطوابع) وخدم الجمعية بطرق مختلفة، بما في ذلك العمل كرئيس وحضور المؤتمرات بشكل عام.

## عمله كمؤرخ
من عام 1890 إلى عام 1957، كان أمين مكتبة جمعية مقاطعة هانترون التاريخية. تُعرف المكتبة الآن باسم مكتبة هيرام إي. ديتس التذكارية للأبحاث.
عمل من عام 1891 إلى عام 1905، كمحرر وناشر لمجلة The Jerseyman، وهي مجلة للتاريخ المحلي وعلم الأنساب.

## التكريم
وقع حيرام ديتس على قائمة هواة جمع الطوابع المتميزين في عام 1933، وتم ترشيحه لقاعة مشاهير جمعية هواة جمع الطوابع الأمريكية في عام 1963.

## روابط خارجية
- أعمال أو نبذة عن حيرام إدموند ديتس على أرشيف الإنترنت